# Ван Чуньли
Ван Чуньли (род. 10 августа 1983, Гирин) — китайская биатлонистка, член национальной сборной с 2006 года, до этого выступала в лыжных гонках. Бронзовый призёр зимней Универсиады 2005 года в лыжной эстафете, обладательница полного комплекта медалей (золото, серебро, бронза) зимних Азиатских игр 2007 года также в лыжных гонках. Победительница второй гонки кубка мира по биатлону в сезоне 2008/09.

## Биатлонная карьера
- В Кубке мира дебютировала 29 ноября 2006 в индивидуальной гонке на 1-м этапе Кубка Мира по биатлону 2006/07 и сходу попала в очки, став 18-й (и третьей среди китайских спортсменок).
- Двумя годами позже и здесь же она одержала свою первую победу — в спринтерской гонке на 1-м этапе Кубка Мира по биатлону 2008/09 она точно отстрелявшись обошла всех своих соперниц, опередив именно на лыжне и Туру Бергер, и Магдалену Нойнер.
- Приняла участие в соревнованиях по биатлону в рамках зимних Всемирных военно-спортивных игр 2010 года, где выиграла три «серебра»: в личном и командном зачётах спринта и в гонке патрулей.

Завершила карьеру в сезоне 2011/2012.

### Кубок мира
| Сезон                                                                                           | Дисциплина    | Этапы  | Этапы  | Этапы  | Этапы  | Этапы  | Этапы  | Этапы  | Этапы  | Этапы  | Этапы  | Итог (очки/место) (по дисциплинам) | Итог (очки/место) (по дисциплинам) | Итог (очки/место) (общий) | Итог (очки/место) (общий) |
| Сезон                                                                                           | Дисциплина    | 1      | 2      | 3      | 4      | 5      | 6      | 7      | 8      | 9      | 10     | Итог (очки/место) (по дисциплинам) | Итог (очки/место) (по дисциплинам) | Итог (очки/место) (общий) | Итог (очки/место) (общий) |
| ----------------------------------------------------------------------------------------------- | ------------- | ------ | ------ | ------ | ------ | ------ | ------ | ------ | ------ | ------ | ------ | ---------------------------------- | ---------------------------------- | ------------------------- | ------------------------- |
| 2006/07                                                                                         | ИГ            | Эст 18 | —      | Хох 51 | —      | —      | —      | —      | Лах 27 | —      | —      | 17                                 | 40                                 | 80                        | 42                        |
| 2006/07                                                                                         | Спринт        | Эст 20 | Хох 23 | Хох 65 | —      | —      | —      | —      | Лах 13 | Хол 18 | —      | 52                                 | 34                                 | 80                        | 42                        |
| 2006/07                                                                                         | ГП            | Эст 54 | Хох 27 | —      | —      | —      | —      | —      | Лах 24 | Хол 46 | —      | 11                                 | 52                                 | 80                        | 42                        |
| 2007/08                                                                                         | ИГ            | Кон 52 | —      | Пок 21 | —      | —      | —      | ЧМ 64  | —      | —      | —      | 10                                 | 44                                 | 139                       | 36                        |
| 2007/08                                                                                         | Спринт        | Кон 30 | Хох 80 | Пок 61 | Обе 32 | Руп 24 | —      | ЧМ 19  | Пхё 22 | Хан 25 | Хол 53 | 35                                 | 41                                 | 139                       | 36                        |
| 2007/08                                                                                         | ГП            | Кон 24 | —      | —      | —      | Руп 18 | —      | ЧМ 14  | Пхё 26 | Хан 20 | Хол 37 | 54                                 | 31                                 | 139                       | 36                        |
| 2007/08                                                                                         | Масс-старт    | —      | —      | —      | —      | —      | —      | ЧМ 13  | —      | —      | —      | 40                                 | 26                                 | 139                       | 36                        |
| 2008/09                                                                                         | ИГ            | Эст 43 | —      | Пок 11 | —      | —      | —      | ЧМ 49  | Ван 37 | —      | —      | 34                                 | 39                                 | 403                       | 21                        |
| 2008/09                                                                                         | Спринт        | Эст 1  | Хох 21 | Хох 57 | Обе 18 | Руп 4  | Ант 37 | ЧМ 31  | Ван 19 | Тро 4  | —      | 225                                | 13                                 | 403                       | 21                        |
| 2008/09                                                                                         | ГП            | Эст 9  | Хох 33 | —      | —      | Руп 10 | Ант 35 | ЧМ 41  | —      | Тро 15 | —      | 103                                | 25                                 | 403                       | 21                        |
| 2008/09                                                                                         | Масс-старт    | —      | —      | —      | Обе 27 | —      | Ант 25 | —      | —      | Тро 30 | —      | 41                                 | 35                                 | 403                       | 21                        |
| 2009/10                                                                                         | ИГ            | Эст 35 | —      | Пок 33 | —      | —      | —      | ОЛИ 33 | —      | —      | —      | 22                                 | 79                                 | 182                       | 38                        |
| 2009/10                                                                                         | Спринт        | Эст 8  | Хох 25 | Пок 77 | Обе 8  | —      | —      | ОИ 50  | —      | —      | —      | 84                                 | 35                                 | 182                       | 38                        |
| 2009/10                                                                                         | Преследование | —      | Хох 15 | —      | —      | —      | —      | ОЛИ 35 | —      | —      | —      | 32                                 | 42                                 | 182                       | 38                        |
| 2009/10                                                                                         | Масс-старт    | —      | —      | —      | Обе 24 | Руп 14 | —      | —      | —      | —      | —      | 44                                 | 32                                 | 182                       | 38                        |
| 2010/11                                                                                         | ИГ            | Эст 68 | —      | —      | —      | —      | —      | —      | —      | ЧМ 81  | —      | 0                                  | —                                  | 26                        | 75                        |
| 2010/11                                                                                         | Спринт        | Эст 30 | Хох 38 | —      | —      | Руп 62 | —      | —      | —      | ЧМ 38  | Хол 68 | 17                                 | 66                                 | 26                        | 75                        |
| 2010/11                                                                                         | Преследование | Эст 33 | —      | —      | —      | —      | —      | —      | —      | ЧМ 40  | —      | 9                                  | 71                                 | 26                        | 75                        |
| Примечание: НФ — стартовала в гонке, но не финишировала. Жёлтым цветом выделены победные гонки. |               |        |        |        |        |        |        |        |        |        |        |                                    |                                    |                           |                           |
| По состоянию на 23 марта 2011 года                                                              |               |        |        |        |        |        |        |        |        |        |        |                                    |                                    |                           |                           |